# کارمن رومانو
کارمن رومانو (انگلیسی: Carmen Romano; زاده ۱۰ فوریهٔ ۱۹۲۶ – درگذشته ۹ مهٔ ۲۰۰۰) سیاست‌مدار اهل مکزیک بود. او همسر خوزه لوپز پورتیو و بانوی اول مکزیک از سال ۱۹۷۶ تا ۱۹۸۲ بود.
کارمن رومانو در ۹ مه ۲۰۰۰، در سن ۷۴ سالگی درگذشت.